# Ivanivka, Nova Ușîțea
Ivanivka (în ucraineană Іванівка) este un sat în comuna Braiilivka din raionul Nova Ușîțea, regiunea Hmelnîțkîi, Ucraina.

## Demografie
Componența lingvistică a localității Ivanivka
     Ucraineană (99,29%)
     Alte limbi (0,71%)
Conform recensământului din 2001, majoritatea populației localității Ivanivka era vorbitoare de ucraineană (99,29%), existând în minoritate și vorbitori de alte limbi.